# Eroii în pijama
Eroii în pijama (în engleză PJ Masks, în franceză Pijamasques) este un serial de desene animate franco-britanic produse de Entertainment One, Frog Box și TeamTO. Această serie se bazează pe seria de carte Les Pyjamasques de către autorul francez Romuald Racioppo. Serialul a premiera pe Disney Junior în Statele Unite la 18 septembrie 2015.

## Acțiunea
În timpul zilei, trei copii de 6 ani, Connor, Amaya și Greg, sunt colegi, vecini și prieteni. Noaptea, ei însă se transformă în Pisoi (Catboy), Bufniță (Owlette) și Șopi (Gecko) și, ca supereroi, își folosesc puterile pentru a „salva ziua”.

## Personajele

### Eroii în pijama
- Connor (Pisoi)
- Amaya (Bufnița)
- Greg (Șopi)
- Armadylan
- Roboțelul
- Anyu
- Pisoi Copii
- Căpitan Pantaloni Isteți

### Răufăcători
- Romeo
- Ninja Nocturnul
- Fata Luna
- Copiii Lup
- Ninjalinii
- Noaptea Panteră
- Întunecat Bufnița
- Ninjalinul Cel Micuț
- Băieții Răi Unit
- Moliile
- Moliile Ninja
- Uriaș Moliile
- Mothsuki
- Molilucioase
- Robot
- Robette
- Lup-jalinii

### Personaje recurente
- Profesorul

- Cameron

- Maestrul Colț
- Soră lui Cameron
- școala 36

## Episoadele

### Sezonul 1
01x01 - Prinde Trenul, Bufnițo!/Frica de Apă a lui Pisoi
01x02 - Bufnița și Mișcările Flossy Flash / Pisoi și Pogo-Dozerul
01x03 - Șopi și Super Ninjalini/Bufnița și Teribilul Pterodactil
01x04 - Pisoi și Micșoratorul/Bufnița și Lună-Mingea 
01x05 - Pisoi și Brigada de Fluturi/Bufnița Câștigătoarea
01x06 - Vorbește, Șopi!/Pisoi și Sabia Maestrului Colț
01x07 - Pisoi vs. Robo-Pisoi/Bufniță și Bufnița Cadoul
01x08 - Pisoi și Salvarea Tortului/Șopi și Sforăiezaurul
01x09 - Avem Grijă de Șopi/Pisoi și Ninjalinul cel Micuț
01x10 - Biletul Buclucaș a lui Pisoi/Șopi și Șopi-Mobilul Dispărut
01x11 - Pisoi încearcă să Zboare / Șopi Strănută foarte Rău
01x12 - Șopi salvează Crăciunul/Planul Înghețat al lui Șopi
01x13  -Șopi și Problema Lunii/Stângăcia lui Pisoi
01x14 - Pisoi și Șopi se luptă cu Roboții/Pritena Înaripată a Bufniței
01x15 - Bufnița și cel mai bun Cartier General/Șopi și Agitația de la Muzeu
01x16 - Pisoi preia Controlul/Bufniță se Răzbună
01x17 - Șopi plutește/Minunea pe Două Roți a lui Pisoi
01x18 - Concertul lui Pisoi/Noua Mișcare a Bufniței
01x19 - Bufnița Supersonică/Pisoi și Praștia cu Pete cu Lipici
01x20 - Unica Bufniță/Bate Toba, Pisoi!
01x21 - Dublura lui Pisoi/Super Simțul lui Șopi
01x22 - Bufnița și Bufnlinii/Șopi e de vină
01x23 - Bufnița și Floarea Lunii/Șopi cel Lent
01x24 - Pisoi și Domul Luna/Șopi și Bolovanul Marii Puteri
01x25 - Șopi este Uriaș/Spre Cer, Bufnițo!
01x26 - Mai Ușor, Pisoi!/Roca Specială a lui Șopi

### Sezonul 2
02x01 - Bilele Lunii/Un Meci Lipicios
02x02 - Lionel Saurus/Pisoi De Pluș
02x03 - Noaptea Pisicii/Graba Strigă Treaba
02x04 - Eroii în Bebeluși/Bufnița și Luna
02x05 - Molile Ninja/Cine Are Puterea Bufniței
02x06 - Pinbalul Eroilor/Săltărețul de Eroi
02x07 - Calele Malefice/Deghizarea lui Romeo
02x08 - Roboțelul/Noi Super Puteri
02x09 - Lună Plină: Zborul Spre Lună/Lună Plină: Cetatea Lunară
02x10 - Animalul de Companie/Șopi, Maestrul Apelor
02x11 - Noi Ne Super Putere/Crapătura Lunii
02x12 - Inelul Ninjabilității/Prizonierul De Pe Munte
02x13 - Copiii Lup/Lup-o-saurus
02x14 - Pisoi Fără Super Puteri/Șopi și Muntele
02x15 - Noul Erou/Bufnița Invizibilă
02x16 - Muntele Lup/Planul lui Romeo
02x17 - Ajutorul Nimeni Nu-i/Fundițe Reviste
02x18 - Puterea Planetelor/Bufnița și Recunoaște Vină
02x19 - Răufăcătorii De Halloween Prima Parte/Răufăcătorii De Halloween Partea A Doua
02x20 - Nouă Casa Lupilor/Lupul Cel Bun
02x21 - Planul Lupilor/Lionel Contra Lup-o-saurus
02x22 - Dylan în Pijama/Armadylan e Rapid
02x23 - Figurinele lui Romeo/Gongul Dragonului
02x24 - Zborul Ninja/Romeo Caruselul
02x25 - Șopi și Raza Schimbării/Eroii în Pijama Contra Răufăcătorilor
02x26 - Vânătoare De Ouă/Fata Luna și Lupii

### Sezonul 3
03x01 - Aventura pe lună
03x02 - Armadylan și Roblette/Armadylan Zen
03x03 - Calea lupiilor/Lupjalin
03x04 - Cometa Pijama/Molia Motsuki
03x05 - Profesorul ninja/Dezamăgirea roboțelului
03x06 - Puterile lui Lionel/Cel mai bun prieten
03x07 - Ea e An Yu
03x08 - Raliul răufăcătorilor/Ahoy ninja!
03x09 - Secretul Pagodiei/Furtuna ninja
03x10 - Arma-lider/Bufnița merge sus
03x11 - Monstrul strop
03x12 - Molii pe lună/Du-mă la Luna
03x13 - Furia cosmică a Lunei/Mothzuki e cea mai rea
03x14 - Un vehicul pentru un erou/Vârcolac complet
03x15 - Confruntare pe Muntele Misterelor/O problemă micuță
03x16 - Luați-l pe Romeo de aici!/Misiunea sediului mobil
03x17 - Armadylan, eroul de acțiune/Super mușchii de Șopi sunt mai tari ca niciodată
03x18 - Răufăcătorul cerului/Protectoarea cerului
03x19 -
03x20 -
03x21 -
03x22 -
03x23 - 
03x24 -
03x25 -
03x26 -